# Norashen (Lori)
Norashen är en ort i Armenien. Ett tidigare namn är Bogdanovka. Den ligger i provinsen Lori, i den nordvästra delen av landet, 110 km norr om huvudstaden Jerevan. Norashen ligger 1 586 meter över havet och antalet invånare är 1 386.
Terrängen runt Norashen är huvudsakligen kuperad, men åt sydväst är den platt. Närmaste större samhälle är Tasjir, 8,6 km sydväst om Norashen.
Trakten runt Norashen består till största delen av jordbruksmark. Runt Norashen är det ganska tätbefolkat, med 96 invånare per kvadratkilometer.